# Чайковська Валерія Вікторівна
Вале́рія Ві́кторівна Чайковська (нар. 12 серпня 1955, м. Бердянськ, Запорізька область, Українська РСР) — українська акторка театру і кіно, народна артистка України (2016).

## Життєпис
Народилася у Бердянську. Закінчила загальноосвітню школу № 16.
Вчилася у Драматичній студії при Київському українському драматичному театрі ім. Івана Франка (клас В. Лизогуба).
Закінчила Київський державний інститут театрального мистецтва ім. Івана Карпенка-Карого (клас Анатолія Скибенка).
Акторка Київського академічного театру юного глядача на Липках, а також численних антреприз.
Також брала участь у спектаклях театру «Сузір'я», Театру на Подолі, Національного Центру Леся Курбаса.
2014 року за роль у виставі «Шиндай» отримала премію «Київська пектораль».
Працювала на Українському радіо: 1980–1990-х років вела передачі «Від суботи до суботи» та «А ми до вас в ранковий час». Брала участь у створенні радіосеріалу «Життя відстанню в десять хвилин».
Записала низку аудіотворів, зокрема «Земля» Ольги Кобилянської, «Аліса в Країні чудес» Льюїса Керрола, «Ляльковий дім» Генріка Ібсена.
У 2017—2019 роках грає в антрепризі «Соломон у спідниці», яка гастролювала містами України, Чехії, Польщі.

## Ролі в театрі
- Аманда («Скляний звіринець»)
- Атаманша («Снігова королева»)
- Беатріче («Кохання, джаз і чорт»)
- Бекста («Метаморфози»)
- Вероніка («Чарівні сабінянки»)
- Дороті («Привид замку Кентервіль»)
- Дружина професора («Шиндай»)
- Мати Лукаша («Лісова пісня»)
- Королева («Принц і Принцеса»)
- Місіс Вайн Міллер («Літо і дим» за Т. Вільямсом)
- Місіс Сноу («Поліанна»)
- Мод («Гарольд і Мод»)
- Прибиральниця («Скрудж, або Різдвяна пісня у прозі»)
- Світлана Маргаритівна («Догори дригом»)

## Фільмографія
- 1978 — «Де ти був, Одіссею?» — покоївка Варбурга
- 1979 — «Важка вода» — Віра
- 2004 — «Російські ліки» — дружина генерала Савіна
- 2005 — «Непрямі докази»
- 2007 — «Гальмівний шлях»
- 2007 — «Надія як свідчення життя»
- 2007 — «Ворожка» — бабуся Жені
- 2008 — «Міський пейзаж»
- 2009 — «Територія краси» — Марія Генріхівна
- 2009 — «Повернення Мухтара 5» — Анна Андріївна
- 2010 — «Непрухи» — баба Катя
- 2011 — «Очерет»
- 2012 — «Порох і дріб» — Валентина Сергіївна
- 2012 — «Коханець для Люсі» — бабуся Люсі
- 2014 — «Перелітні птахи» — Тамара
- 2014 — «Вітер в обличчя» — вчителька
- 2014 — «Брат за брата 3» — Смирнова
- 2015 — «Нюхач 2» — Галина Сергіївна Тищенко

## Нагороди та номінації
- Державна премія імені Лесі Українки
- Гран-прі Міжнародного фестивалю «Молоко»

| Рік                                         | Категорія                                     | Робота             | Результат |
| ------------------------------------------- | --------------------------------------------- | ------------------ | --------- |
| «Київська пектораль»                        |                                               |                    |           |
| 2006                                        | Найкраще виконання жіночої ролі другого плану | Лісова пісня       | Номінація |
| 2014                                        | Найкраще виконання жіночої ролі другого плану | Шиндай             | Перемога  |
| Усеукраїнський фестиваль молодіжних вистав  |                                               |                    |           |
| 1982                                        | Краща жіноча роль                             | Любов, джаз і чорт | Перемога  |
| Фестиваль комедії «Золоті оплески Буковини» |                                               |                    |           |
| 2017                                        | Найкраще виконання жіночої ролі другого плану | Чарівні сабінянки  | Перемога  |
| Премія НСТДУ                                |                                               |                    |           |
| 2019                                        | Премія «Наш Родовід»                          |                    | Перемога  |